# 달성군수
달성군수는 대구광역시 달성군의 군수이다.

## 역대 달성군수
| 대수 | 군수   | 임기                               | 비고                |
| ---- | ------ | ---------------------------------- | ------------------- |
| 초대 | 권영세 | 미상 ~ 1946년 7월 2일              | 경상북도 달성군수   |
| 2대  | 최화수 | 1946년 7월 3일 ~ 1947년 6월 8일    | 경상북도 달성군수   |
| 3대  | 허흡   | 1947년 6월 15일 ~ 1951년 9월 8일   | 경상북도 달성군수   |
| 4대  | 권동철 | 1951년 9월 19일 ~ 1955년 8월 23일  | 경상북도 달성군수   |
| 5대  | 이신호 | 1955년 8월 29일 ~ 1958년 3월 11일  | 경상북도 달성군수   |
| 6대  | 안태석 | 1958년 3월 12일 ~ 1960년 5월 12일  | 경상북도 달성군수   |
| 7대  | 유시수 | 1960년 5월 13일 ~ 1960년 11월 22일 | 경상북도 달성군수   |
| 8대  | 이철호 | 1960년 11월 29일 ~ 1961년 6월 25일 | 경상북도 달성군수   |
| 9대  | 김옥현 | 1961년 7월 31일 ~ 1963년 7월 13일  | 경상북도 달성군수   |
| 10대 | 신석경 | 1963년 7월 14일 ~ 1964년 4월 9일   | 경상북도 달성군수   |
| 11대 | 박영준 | 1964년 4월 10일 ~ 1965년 1월 17일  | 경상북도 달성군수   |
| 12대 | 이창호 | 1965년 1월 18일 ~ 1965년 8월 13일  | 경상북도 달성군수   |
| 13대 | 김영만 | 1965년 8월 14일 ~ 1968년 4월 30일  | 경상북도 달성군수   |
| 14대 | 김명호 | 1968년 5월 1일 ~ 1971년 8월 20일   | 경상북도 달성군수   |
| 15대 | 이상호 | 1971년 8월 21일 ~ 1975년 9월 2일   | 경상북도 달성군수   |
| 16대 | 홍순호 | 1975년 9월 3일 ~ 1976년 3월 31일   | 경상북도 달성군수   |
| 17대 | 마용수 | 1976년 4월 3일 ~ 1979년 5월 6일    | 경상북도 달성군수   |
| 18대 | 석진후 | 1979년 5월 7일 ~ 1981년 7월 5일    | 경상북도 달성군수   |
| 19대 | 최형수 | 1981년 7월 6일 ~ 1982년 9월 7일    | 경상북도 달성군수   |
| 20대 | 김봉구 | 1982년 9월 18일 ~ 1984년 6월 17일  | 경상북도 달성군수   |
| 21대 | 서상은 | 1984년 6월 18일 ~ 1985년 3월 11일  | 경상북도 달성군수   |
| 22대 | 김재완 | 1985년 3월 12일 ~ 1985년 7월 15일  | 경상북도 달성군수   |
| 23대 | 신태근 | 1985년 7월 16일 ~ 1986년 3월 7일   | 경상북도 달성군수   |
| 24대 | 신영식 | 1986년 3월 8일 ~ 1988년 6월 10일   | 경상북도 달성군수   |
| 25대 | 김상순 | 1988년 6월 11일 ~ 1991년 1월 11일  | 경상북도 달성군수   |
| 26대 | 권혁대 | 1991년 1월 14일 ~ 1992년 7월 2일   | 경상북도 달성군수   |
| 27대 | 홍복근 | 1992년 7월 3일 ~ 1994년 1월 2일    | 경상북도 달성군수   |
| 28대 | 최윤섭 | 1994년 1월 3일 ~ 1994년 12월 31일  | 경상북도 달성군수   |
| 29대 | 이병무 | 1995년 1월 1일 ~ 1995년 6월 30일   | 대구광역시 달성군수 |
| 30대 | 양시영 | 1995년 7월 1일 ~ 1998년 6월 30일   | 민선1기             |
| 31대 | 박경호 | 1998년 7월 1일 ~ 2002년 6월 30일   | 민선2기             |
| 32대 | 박경호 | 2002년 7월 1일 ~ 2006년 6월 30일   | 민선3기             |
| 33대 | 이종진 | 2006년 7월 1일 ~ 2010년 6월 30일   | 민선4기             |
| 34대 | 김문오 | 2010년 7월 1일 ~ 2014년 6월 30일   | 민선5기             |
| 35대 | 김문오 | 2014년 7월 1일 ~ 2018년 6월 30일   | 민선6기             |
| 36대 | 김문오 | 2018년 7월 1일 ~ 2022년 6월 30일   | 민선7기             |
| 37대 | 최재훈 | 2022년 7월 1일 ~                   | 민선8기             |

## 같이 보기
- 달성군수 선거